# 翁家和助
翁家 和助（おきなや わすけ、1977年6月3日 - ）は、太神楽曲芸師。

## 経歴
- 1995年、国立劇場第一期太神楽研修生になる。
- 1998年
  - 研修修了。
  - 落語協会で前座修行開始。芸名「和助」。
- 1999年∶前座修了。三代目翁家和楽に入門。

## 人物
- 浅草演芸ホール8月中席で毎年行われる住吉踊り連に所属している。
- 五明樓玉の輔の「大きくなったミジンコってなんて呼ぶんだろう？」との問に「ビックミジンコですよ」と答えた。
- 寝言で『トゥ シャイ シャイ ボーイ』と言った事がある。
- 4歳の息子から「父さん、布団でお菓子食べちゃダメだよ」と注意された。
- 志村けんのだいじょうぶだぁのルーレットマンのモノマネが得意。
- 戦隊シリーズの主題歌をアカペラで全て歌える
- 大山のぶ代版ドラえもんの大長編映画の主題歌を全てアカペラで歌える。
- ファミコンソフト、スクウェアのトム・ソーヤをクリアした事がある。
- 好きな映画∶武田鉄矢主演刑事物語
- 好きな漫画∶あまいぞ!男吾、のたり松太郎
- 好きな漫画家∶ガモウひろし
- 好きな歌手∶熊谷幸子
- ペットの猫の名前∶マルちゃん

## 弟子
- 翁家日和 - 2025年3月入門[1]